# Jean-Patrick Lescarboura
Pour les articles homonymes, voir Lescarboura.

a Compétitions nationales et continentales officielles uniquement.

b Matchs officiels uniquement.
Jean-Patrick Lescarboura, né le 9 janvier 1961 à Monein, est un joueur français de rugby à XV, international français, qui évolue au poste de demi d'ouverture. Il joue au sein de l'effectif du club français de l'US Dax, qu'il entraîne plus tard.

## Biographie
Sa carrière a été contrariée par de nombreuses blessures. Il est le recordman de drops réussis en équipe France avec 15 réalisations. Le 11 novembre 1982, il joue avec les Barbarians français contre l'Argentine à Dax. Les Baa-Baas s'inclinent 8 à 22.
À l'occasion de la réception du SC Tulle en championnat 1983-84, il bat le record de points inscrits par un joueur en championnat avec 37 points soit 4 essais, neufs transformations et une pénalité.
Le 1er septembre 1984, il joue une deuxième fois avec les Barbarians français contre les Harlequins au Stade de Twickenham. Les Baa-Baas l'emportent 42 à 20.
Il inscrit deux essais contre les All Blacks le 23 juin 1984, meilleure performance individuelle de ce type.
Le 7 octobre 1987, il joue avec les Barbarians français contre le Penarth RFC à Penarth au Pays de Galles. Les Baa-Baas l'emportent 48 à 13.
Le 24 mai 1990, il connaît sa dernière sélection en équipe de France lors du test-match France-Roumanie à Auch. Il y marque ses deux dernières pénalités. Lors de ce match, perdu finalement 6 à 12 dans des conditions dantesques, le capitaine Philippe Dintrans fait également ses adieux à l'équipe de France et Jacques Fouroux titularise pour la première fois le jeune Philippe Saint-André.
Le 19 juin 1993, il est invité pour jouer avec les Barbarians français contre le XV du Président pour le Centenaire du rugby à Grenoble. Les Baa-Baas s'imposent 92 à 34.
Il a également entraîné plus tard l'US Dax.

## Palmarès

### En club
Avec l'US Dax
- Challenge Yves du Manoir :
  - Vainqueur (1) : 1982[11]
  - Finaliste (1) : 1988

### En équipe nationale
- Vainqueur du Tournoi des Cinq Nations en 1988 (ex aequo avec le pays de Galles)

## Statistiques en équipe nationale
- Sélectionné en équipe de France à 28 reprises, de 1982 à 1990[1]
- 200 points inscrits[1]
- 5 essais[1]

## Famille
Ses fils, Baptiste et Julien, jouent également au rugby à XV.
Formé à l'US Dax, Baptiste rejoint ensuite la Belgique, évoluant avec le Kituro RC en championnat de Belgique. Il porte plus tard le maillot national de l'équipe de Belgique.
Julien évolue pour sa part sous le maillot du RC Drancy.